# The Cheeky Girls
The Cheeky Girls est un groupe roumain de musique électronique, originaire de Cluj-Napoca, en Transylvanie. Il est composé des sœurs jumelles Monica et Gabriela Irimia.

## Histoire
Le groupe est découvert lors de l'émission Popstars : The Rivals en 2002 avec leur chanson Cheeky Song (Touch My Bum). La chanson est rédigée par la mère des filles en 30 minutes, spécialement pour l'émission Popstars. Les deux sœurs ont 19 ans. Le single se vend à 1,2 million d'exemplaires. Le groupe lance une tournée internationale, mais rapidement son label discographique Telstar met la clé sous la porte. Le groupe est largement endetté et accepte les apparitions modestement payées dans les boîtes de nuit. Vivant dans un pays étranger et isolées socialement, les deux sœurs traversent une sévère dépression et une longue période d'anorexie. Dès 2006, leur popularité s'éteint,.
En 2006, Gabriela commence une relation avec l'homme politique britannique Lembit Öpik. La nièce des jumelles, Lory, alors âgée de 6 ans, rejoint le groupe pour former un trio. Elles enregistrent le single In My Mind (Is A Different World - A Cheeky One). En 2008, elles lancent une télé-réalité sur leur vie, Living with… the Cheeky Girls, diffusée sur Living TV, mais la première diffusion est un flop.
En 2015, Monica apparaît dans un documentaire sur les problèmes d'emploi chez les jeunes. Elle aurait fini par accepter un stage de réceptionniste.

## Discographie

### Albums studio
- 2003 : PartyTime (#14 R-U)
- 2007 : In My Mind (Is A Different World - A Cheeky One)

### Singles
- 2002 : Cheeky Song (Touch My Bum) (#2 R-U, #3 Irlande, #6 Japon, #6 Chine, #17 France, #19 Allemagne, #59 Australie), désigné par Channel 4 comme pire single de tous les temps[6]
- 2003 : Have A Cheeky Christmas (#10 R-U, #15 Chine, #27 Japon, #46 Irlande, #58 France, #60 Allemagne)
- 2003 : Hooray Hooray (It's A Cheeky Holiday) (#3 R-U, #5 Irlande, #10 Chine, #11 Japon, #37 France, #40 Allemagne), reprise de Boney M.
- 2004 : Cheeky Flamenco (#29 R-U, #31 Irlande, #50 Chine, #85 Japon, #125 France)